# Monks Mound

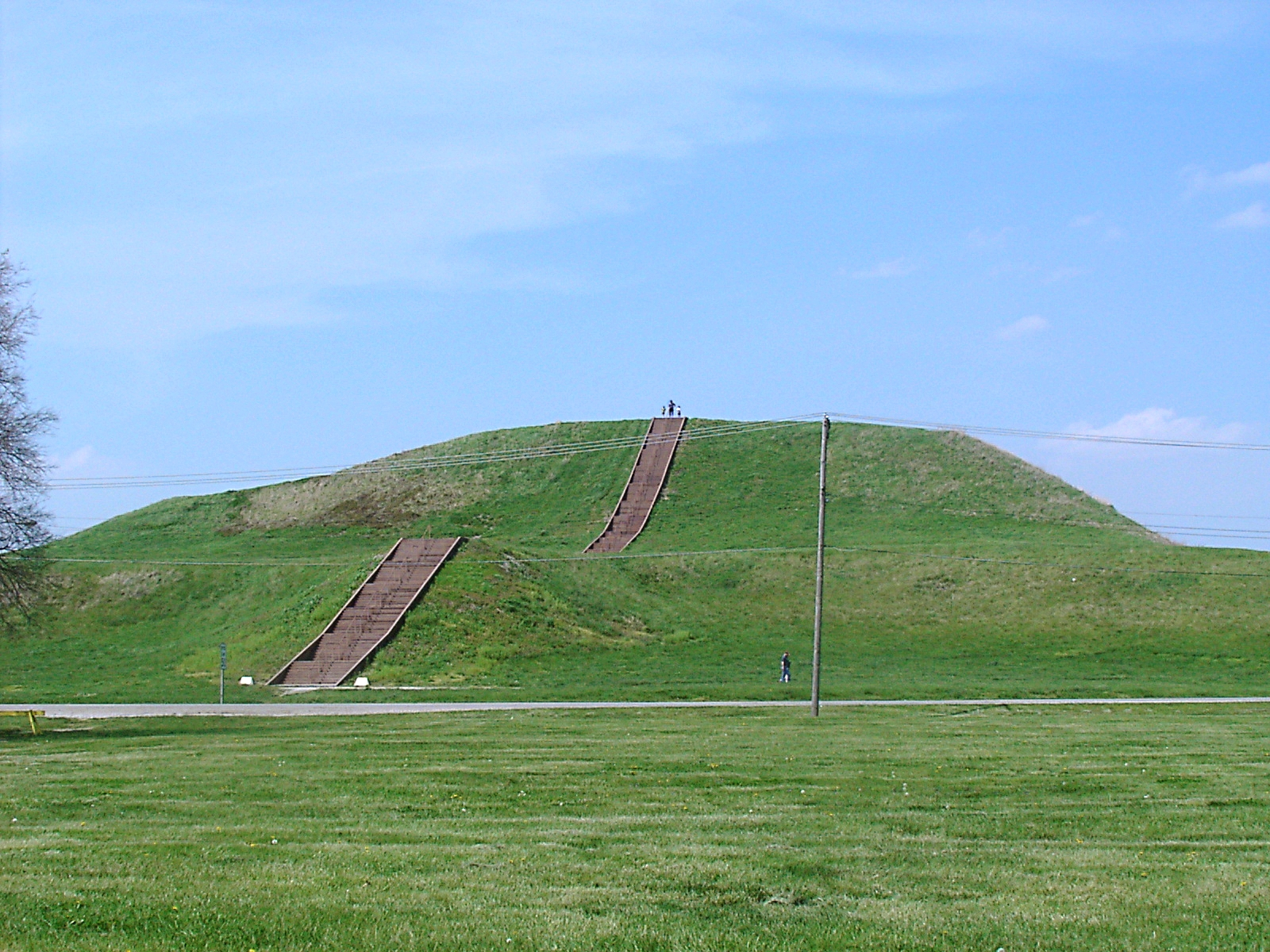
Monks Mound

Monks Mound (deutsch: Mönchshügel) ist die größte präkolumbische Erdpyramide in Nordamerika nördlich Mesoamerikas.
Monks Mound befindet sich in der Ruinenstadt Cahokia (Collinsville, Illinois, etwa elf Kilometer östlich der Innenstadt von St. Louis) inmitten von 60 kleineren, 10–12 m hohen Erdhügeln. Monks Mound selbst erhebt sich in vier Terrassen bis zu 30 m Höhe, ist an der Basis 220 m lang, 170 m breit und an der Plattform entsprechend 90 m lang und 40 m breit; er enthält 700.000 m³ Erde. Da er durch Erosion vermutlich teilweise abgetragen wurde, ist seine ursprüngliche Höhe ungewiss. Der Hügel diente in der Zeit der Mississippi-Kultur den Bewohnern von Cahokia als zeremonielle Stätte, vermutlich waren seine Terrassen mit politischen oder religiös genutzten Bauten besetzt, wobei auf der Plattform ein Tempel gestanden haben dürfte.
Henry Brackenridge besuchte Cahokia im Jahr 1813, veröffentlichte eine erste detaillierte Beschreibung der größten Erdpyramide und nannte sie nach dort siedelnden Trappistenmönchen Monks Mound.